# Ruzante
Ruzante (Ruzzante, właśc. Angelo Beolco, ur. 1500 w Padwie, zm. 27 marca 1542 tamże) – włoski aktor i dramaturg, tworzący w dialekcie padewskim. Był autorem komedii o tematyce wiejskiej. 
Utwór Dialog wtóry, czyli Łasica (powstały ok. 1528) ukazał się w  tłumaczeniu polskim w tomie Teatr wenecki w 1980. W pełni doceniony został dopiero w XX wieku, kiedy uznano go za jednego z największych twórców renesansowego teatru. Utwory Ruzantego są tłumaczone na standardowy włoski. W XIX wieku na francuski przekładała je George Sand.